# Karl von Kirchbach auf Lauterbach

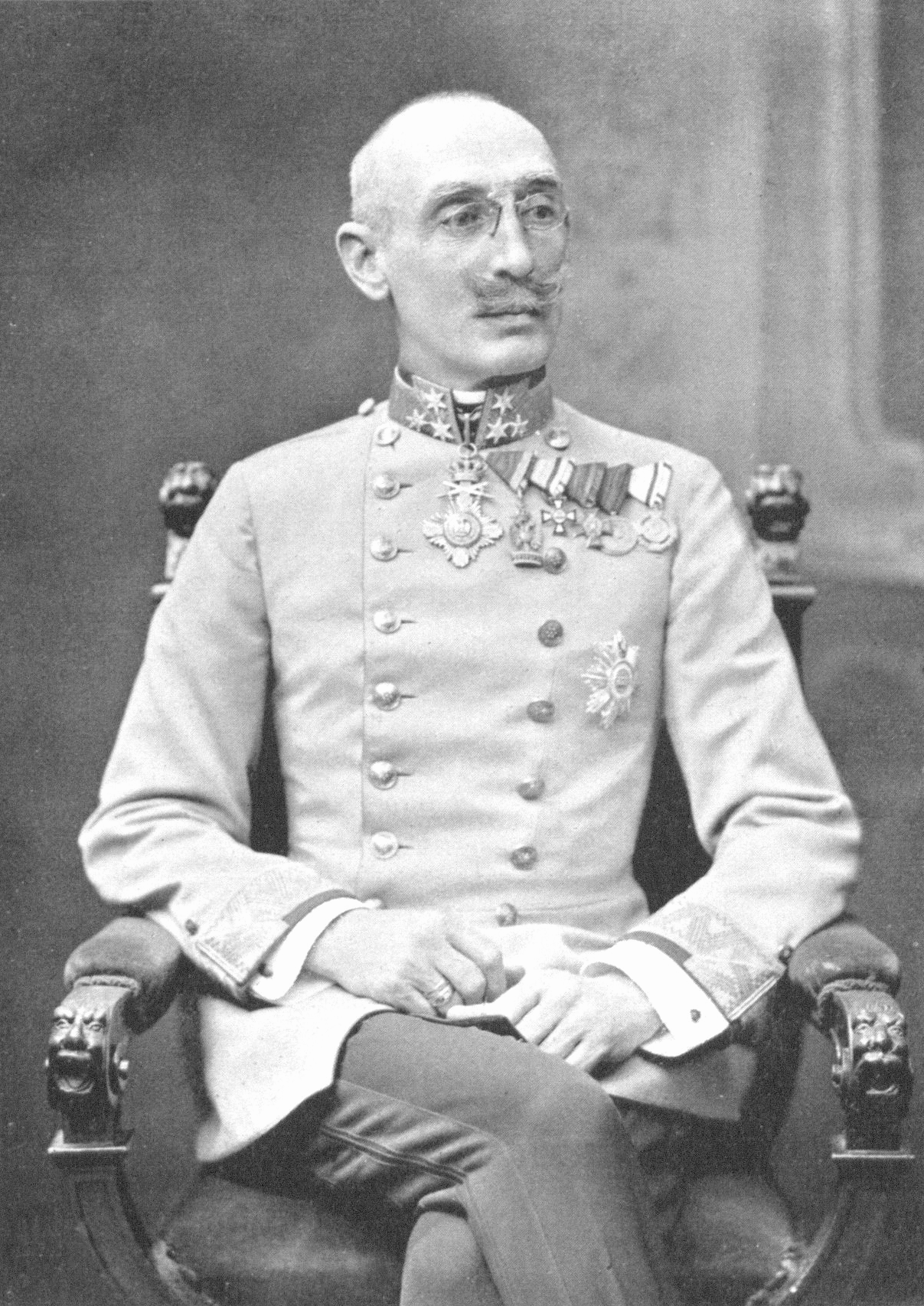
Karl von Kirchbach auf Lauterbach en el verano de 1914.

Karl Freiherr von Kirchbach auf Lauterbach, a partir de 1917 Conde von Kirchbach auf Lauterbach (Gyöngyös, 20 de mayo de 1856 - Scharnstein, Alta Austria, 20 de mayo de 1939), fue un coronel general del Ejército austrohúngaro.

## Biografía
Karl von Kirchbach auf Lauterbach nació en Hungría como el hijo mayor del Feldmarschallleutnant Ferdinand Freiherr von Kirchbach. Junto a su hermano menor Johann Ferdinand, fue destinado a seguir una carrera militar, con el propósito de obedecer a la tradición familiar.
Al inicio de la Primera Guerra Mundial, Kirchbach había alcanzado el rango de General de Caballería, asumió el mando del I. Cuerpo y era el comandante general en Cracovia. Su cuerpo avanzó en el flanco izquierdo del 1.º Ejército de Viktor Dankl al comienzo de la ofensiva contra Rusia. Durante los combates de agosto, su I. Cuerpo, operando al norte de Tanew, contribuyó decisivamente en la victoria en Kraśnik. Cuando el ejército de Dankl fue obligado a retirarse durante la Batalla del río Vístula en octubre, su cuerpo alcanzó Ivangorod y Kirchbach temporalmente asumió el mando de un Grupo de Ejércitos al sur del Vístula. En el desenlace de la exitosa Ofensiva de Gorlice-Tarnów (mayo de 1915) su cuerpo alcanzó la margen oriental del río Bug en junio de 1915 y el río Ikva cerca de Dubno en agosto de 1915.
En mayo de 1916 su cuerpo fue transferido al frente del Tirol del Sur para participar como parte del 3.º Ejército en la subsiguiente ofensiva del Tirol de Sur, que terminó en fracaso.
Después, Kirchbach retornó con su I. Cuerpo al frente ruso, donde asumió el mando del 7.º Ejército a manos del General de Caballería Karl von Pflanzer-Baltin el 8 de septiembre de 1916. Durante la subsiguiente Ofensiva Brusilov rusa, logró evitar que las tropas enemigas se abrieran paso. El 20 de octubre, intercambió su comando con el General Hermann Kövess von Kövessháza y tomó el mando del 3.º Ejército. Fue promovido a Coronel General el 1 de noviembre de 1916.
El 5 de marzo de 1917, tomó el mando del 4.º Ejército, pero una grave enfermedad pronto le obligó a abandonar su puesto. En octubre de 1917 finalmente retornó al servicio activo, pero todavía estaba marcado por la enfermedad que había sufrido. El 8 de diciembre de 1917, Kirchbach recibió el título de conde. A inicios del 1918, después de la Operación Faustschlag, fue seleccionado como comandante militar de todas las tropas austrohúngaras en la Gobernación de Jersón con el cuartel general en Odessa. Su tarea era pacificar la región y recuperar todos los recursos posibles, principalmente productos agrícolas, de esta fértil región.
En los primeros días de abril, su pobre salud le obligó a retirarse del servicio activo. Después de unos pocos meses de recuperación, de nuevo solicitó un mando para el frente, tras lo cual el emperador Carlos lo hizo inspector de las fuerzas austrohúngaras en el frente occidental el 24 de septiembre de 1918.
Después del fin de la guerra, el Coronel General Karl Graf von Kirchbach auf Lauterbach vivió en Austria y se recuperó plenamente de su enfermedad. Murió en Scharnstein en mayo de 1939.